# Coleophora clypeiferella
Coleophora clypeiferella — вид лускокрилих комах родини чохликових молей (Coleophoridae).

## Поширення
Вид поширений в Європі (крім Середземномор'я та Ірландії), на Кавказі, Уралі та в Китаї. Присутній у фауні України. Трапляється у степових районах та на сільськогосподарських угіддях.

## Опис
Розмах крил становить близько 14 мм. Імаго мають на кінчику живота незвичайну склеротизовану пластинку, що містить невеликі колючки.

## Спосіб життя
Метелики літають в липні та серпні. Личинки живляться насінням різних видів лободи. Осінню вони будують з відходів чохлик, в якому зимують.